# Broumov
Broumov (in tedesco Braunau) è una città della Repubblica Ceca facente parte del distretto di Náchod, nella regione di Hradec Králové.

## Amministrazione

### Gemellaggi
- Forchheim (Baviera)